# 土库曼斯坦历史
土库曼斯坦的早期历史充满着神秘色彩。在公元前2000年左右，印欧语族古伊朗部落的到来开启了这片地区的清晰历史。

## 古代历史
在青铜时期之前，大部分今土库曼斯坦地区属于未探索地区，仅有少量证据显示有人类遗迹，包括早期尼安德特人。
在约公元前2000年，以饲养马匹的古伊朗部落斯基泰人漂流至此。他们可能从俄罗斯草原，沿着卡拉库姆沙漠边缘来到伊朗、叙利亚和安納托利亞。
公元前4世纪，亚历山大大帝征服了这块土地。前330年，亚历山大向北进军，进入中亚。他在穆尔加布河边建立了亚历山大市。由于地处贸易的重要位置，亚历山大市之后成为了梅尔夫。

## 早期突厥部落联盟
公元4世纪初，一个贵霜的贵族马尔卡，成为定居于此的匈人的领袖。马尔卡逐渐将十个部落联合成早期突厥部落联盟，并和伏尔加地区的阿兰人联盟。

## 阿拉伯人入侵和伊斯兰化
在7世纪后期和8世纪初的阿拉伯人一连串入侵之后，中亚被纳入伊斯兰哈里发帝国。

## 乌古斯部落
土库曼人这个词最早出现在10世纪，他用来区分那些向南进入塞尔柱帝国以及信仰伊斯兰教的乌古斯人。

## 塞尔柱
11世纪，塞尔柱人控制了从阿姆河三角洲至伊朗、伊拉克、高加索地区、叙利亚和小亚细亚的广大地区。

## 蒙古和帖木儿
1157年，塞尔柱王朝在呼罗珊的统治结束。1221年，中亚遭到蒙古人灾难性的入侵。蒙古人以北亚为基地，席卷中亚地区。

## 新政治变化
直至15世紀，才基本形成土庫曼族。

## 16-17世纪土库曼人
16世紀到17世紀，隸屬希瓦汗國和布哈拉汗國。

## 俄国殖民化
18世纪，土库曼人开始和俄罗斯帝国接触。随着俄罗斯帝国于1869年在裏海建立港口，其进入这一地区。在俄罗斯帝国征服了布哈拉和希瓦之后，土库曼人仍保持独立。19世紀60-70年代，並加入帝俄。

## 革命和内战
1917年底，主要領土並入突厥斯坦苏维埃社会主义自治共和国，隶属于俄罗斯苏维埃联邦社会主义共和国。

## 苏联
1924年10月，成立土庫曼蘇維埃社會主義共和國，成為蘇聯加盟共和國。

## 独立
1991年10月27日，宣佈獨立，改国号为“土库曼斯坦”，同年12月21日，加入獨立國家國協。
1995年12月12日，聯合國正式承認土库曼斯坦為永久中立國。
1999年12月，薩帕爾穆拉特·尼亞佐夫成為終身總統，實行獨裁統治。
2005年8月26日在喀山會議上宣佈降級為獨立國家國協準會員國。
2006年12月21日，總統薩帕爾穆拉特·尼亞佐夫因心臟驟停而逝世。內閣副主席古爾班古雷·別爾德穆罕默多夫成為代總統。2007年2月11日，舉行總統選舉。別爾德穆罕默多夫當選。
2022年3月12日，土庫曼斯坦總統古爾班古力·別迪穆罕默多夫之子、副總理謝爾達爾·別爾德穆哈梅多夫在總統選舉中成功當選，繼承其父親的總統職位。